# Atécuaro
Atécuaro är en ort i Mexiko.   Den ligger i kommunen Morelia och delstaten Michoacán de Ocampo, i den södra delen av landet, 220 km väster om huvudstaden Mexico City. Atécuaro ligger 2 245 meter över havet och antalet invånare är 437.
Terrängen runt Atécuaro är kuperad. Runt Atécuaro är det tätbefolkat, med 493 invånare per kvadratkilometer. Närmaste större samhälle är Morelia, 13,2 km norr om Atécuaro. I omgivningarna runt Atécuaro växer i huvudsak blandskog.